# 赵剑秋
赵剑秋（1916年—1988年），原名赵传镜，男，山东新泰人，曾任中国戏剧家协会理事，中国戏剧家协会山东分会副主席。